# Great Wilne
Great Wilne – wieś w Anglii, w hrabstwie Derbyshire, w dystrykcie South Derbyshire.